# 御木本幸吉
御木本幸吉（1858年1月25日—1954年9月21日）是一位日本企业家，被誉为珍珠之王。

## 生平
1858年出生在志摩国答志郡大里（今三重县鸟羽市），父母经营一家叫“阿波幸”的乌冬面馆。他是家中的长子。11岁父亲患病生意衰落，13岁辍学卖菜维持家里生计。曾在童年看到伊势市的珍珠潜水员在岸上卸货，而开始迷恋珍珠。1888年和妻子从银行贷款在一片海域开始养殖珍珠。1890年在上野公园遇见日本动物学家箕作佳吉，听取了他的诸多养殖意见。潜心研究之后终于发明了珍珠养殖方法，于1893年培育出第一颗半圆形珍珠，1899年在日本东京都银座创办御木本公司。1908年在世界上首次成功养殖出圆形珍珠并获得了技术专利。1916年来到中国视察，在上海创办分店。

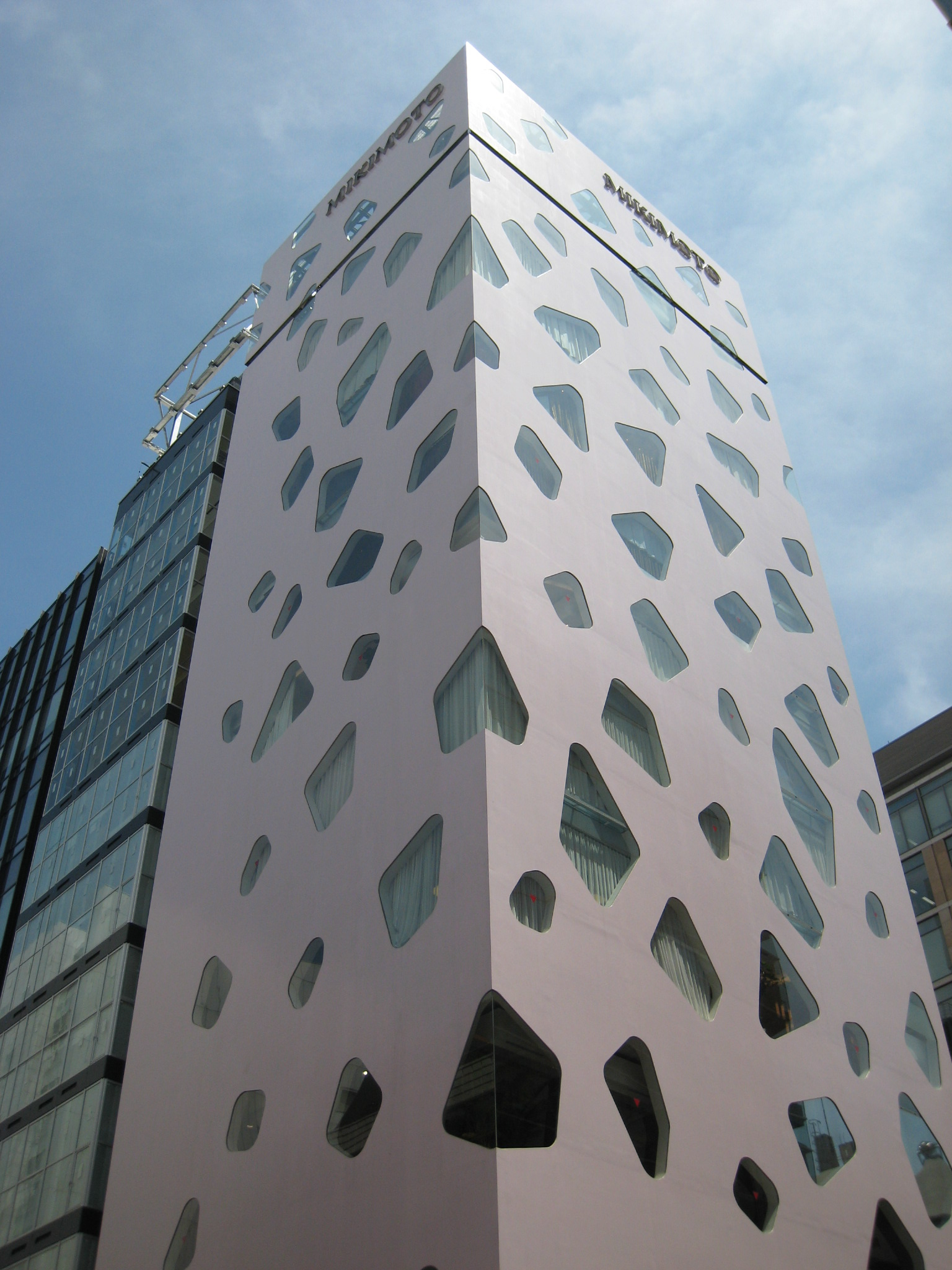
位于东京都银座的御木本

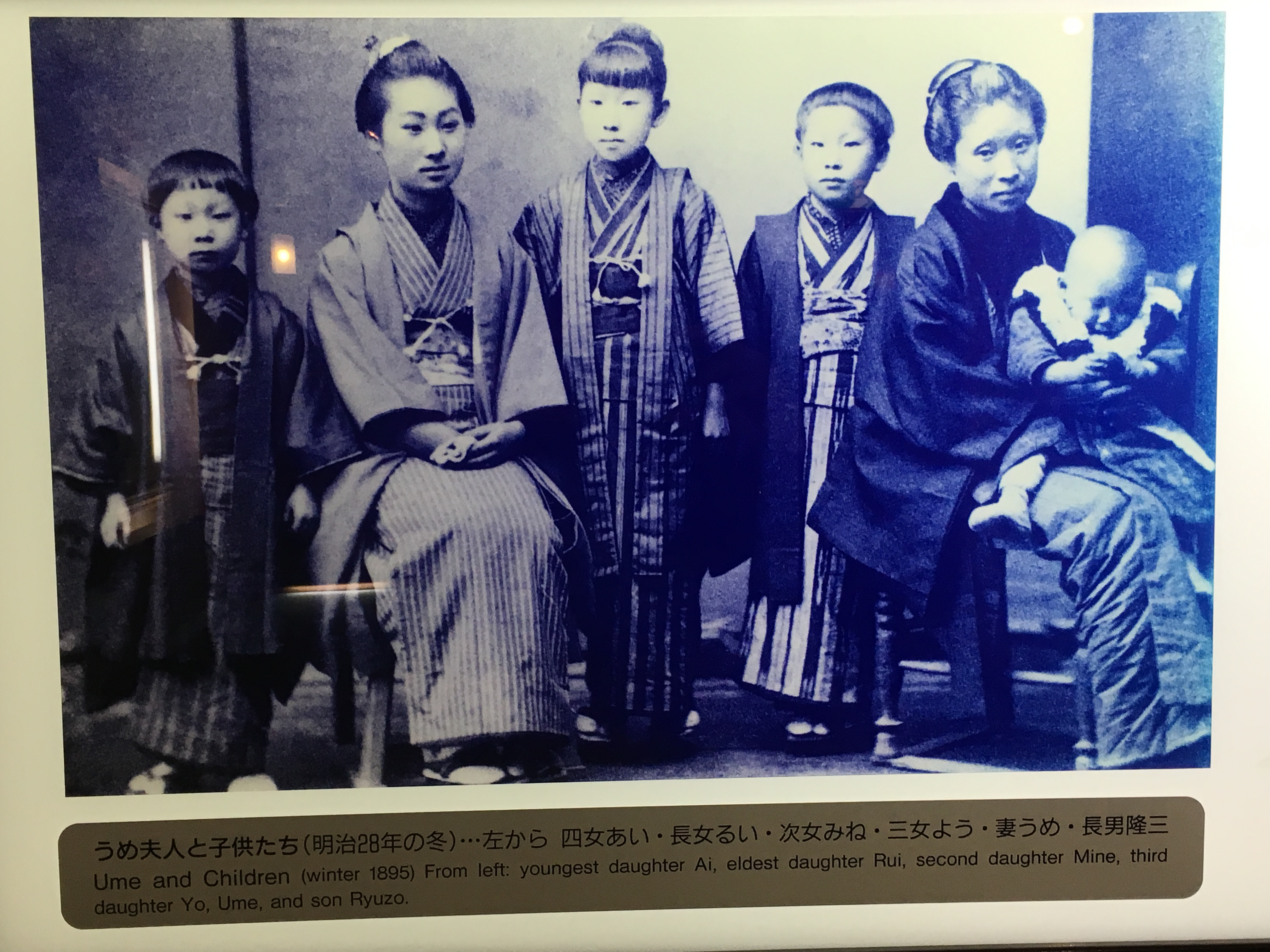
1895年冬，妻子与孩子

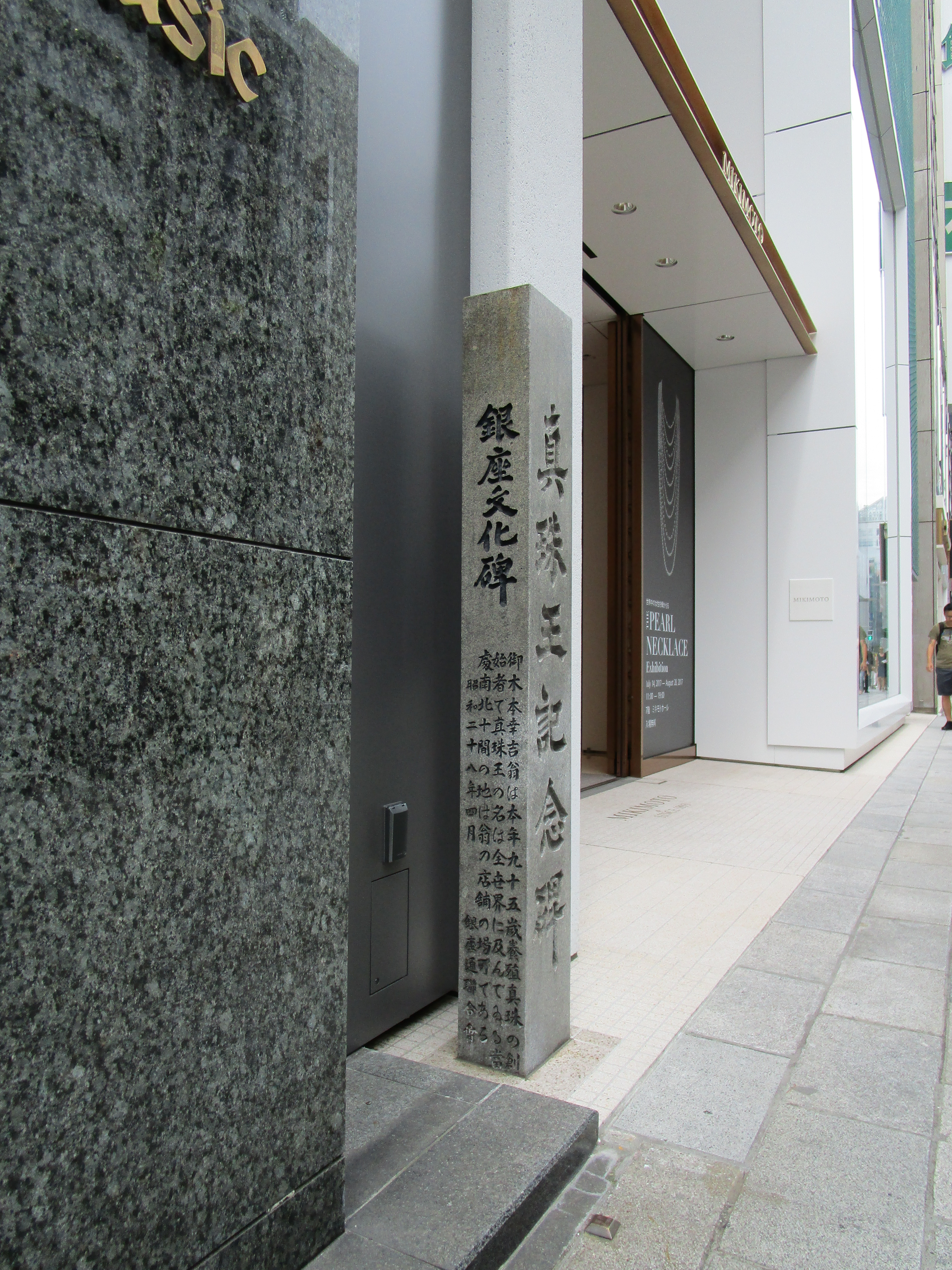
门店前的纪念碑，刻有“真珠王纪念碑”字迹

1954年因年老逝世，享年96岁。